# Adab (islam)
Pour les articles homonymes, voir Adab.
adab (pl. ādāb) (en arabe : أدب) : « convenance » ; « ce qui est convenable » ; désigne la norme héréditaire de conduite traditionnelle dans l'islam visant à mettre l’être en harmonie à la fois avec ce monde et l’autre en intégrant dans la vie quotidienne des actes et pratiques en imitation de la vie du prophète Mahomet mais aussi des anciens ; c’est la « courtoisie spirituelle » qui régit les relations entre membres de la tradition musulmane. Composé à la fois de règles de savoir-vivre et de codifications, l’adab permet d’harmoniser l’attitude extérieure avec l’intériorité. Selon Anṣārī, c’est « la bienséance dans le comportement avec Dieu et avec autrui. »
Les hommes de science islamique disent que l'adab, la bonne conduite légale, constitue les deux tiers de la dévotion. En effet, l’adab couvre à la fois la manière de vivre, de se vêtir, de manger et, de façon générale, de se comporter en public et en privé. Par extension, il est devenu synonyme de « politesse », « courtoisie » et de « bonne éducation » mais aussi de « raffinement » ou encore de « culture » voire de « belles lettres » (suite à l’abondante littérature dont l’adab a fait l’objet).
Al-adab al-ilāhī ( la « courtoisie divine ») recouvre toute convenance à laquelle le croyant et, plus encore, le spirituel se doit de se conformer pour être soumis et en harmonie avec le principe. Les exigences que cet adab comporte varient selon le degré de réalisation des êtres. Ibn ‘Arabī voit dans l’adab al-ilāhi,, une des deux voies permettant de connaître la station dans laquelle se trouve un être. Cette « courtoisie » « est celle que Dieu a déposée en tant que Loi pour Ses serviteurs à travers Ses messagers et leurs langues. » « Celui qui donne à la Loi divine son plein dû (haqq) est parvenu à la courtoisie de la Vérité (al-Haqq) et fait partie des amis de la Vérité » (Futūhāt, IV. p. 58). L’adab al-ilāhī est le propre des Saints (awilyā’).